# Манікуаган (водосховище)
Манікуаган або Манікуаганське водосховище (англ. Manicouagan Reservoir) — кільцеподібне озеро, розташоване на Лаврентійській височині у центральній частині провінції Квебек, Канада. Знаходиться в метеоритному кратері з однойменною назвою, має площу 1942 км². У центрі озера знаходиться острів Рене-Левассер, на якому розташована гора Вавилон (952 м). Озеро разом з островом добре видно із космосу, через що також мають назву «око Квебека». У 2007 озеро Манікуаган було висунуто на проведений телекомпанією CBC конкурс Семи див Канади.

## Гідроелектростанція
Площа озера збільшилася в 1960-х роках, коли компанія Hydro-Québec побудувала низку гребель (Манік-1, Манік-2 тощо) з гідроелектростанціями. Проте підпорну греблю водосховища утворює ГЕС Манік-5. Каскад ГЕС також має назву проект Манік-Утард, оскільки розташований на річках Манікуаган і Рів'єр-оз-Утард.
Форму кільця водосховище отримало по спорудженню греблі. До 1960-х рр. на місці нинішнього водосховища Манікуаган розташовувалися два кратерних озера — Мушапаган на заході і Манікуаган на сході, що мали форму підкови з нешироким сухопутним мостом що з'єднував материк та острів Рене-Левассер на півночі. Тобто обидва ці озера є «підпірними» для водосховища. У 1958 р почалися роботи по з'єднанню цих водойм в єдину кільцеву структуру та будівництва каскаду ГЕС з греблями на річці Манікуаган і було прорито з'єднувальний рів, так і утворилося те саме кільце.
Озеро Манікуаган працює як гідравлічний акумулятор — в період зимових холодів дзеркало озера опускається, оскільки турбіни електростанцій працюють постійно для обігріву жителів провінції. Рівень води в озері також опускається в літній період сильної спеки в Новій Англії, оскільки в цей час Hydro-Québec продає електроенергію в США.